# Chahuk (berg)
Chahuk är ett berg i Armenien.   Det ligger i provinsen Vajots Dzor, i den södra delen av landet, 100 kilometer sydost om huvudstaden Jerevan. Toppen på Chahuk är 2 166 meter över havet.
Terrängen runt Chahuk är huvudsakligen kuperad, men norrut är den bergig. Närmaste större samhälle är Vayk', 9,4 kilometer nordost om Chahuk. 
Trakten runt Chahuk består i huvudsak av gräsmarker. Runt Chahuk är det ganska glesbefolkat, med 28 invånare per kvadratkilometer.